# Jamiroquai
Jamiroquai — англійський музичний гурт, один з найяскравіших представників британського джаз-фанку і ейсид-джазу 90-х. Гурт заснований у 1992 році. Назву «Jamiroquai» придумав соліст групи Джей Кей, з'єднавши слова «jam» (джем, спонтанна імпровізація групи музикантів) і «iroquois» (ірокези, назва племені північноамериканських індіанців).
Протягом своєї діяльності здобув низку премій, зокрема «Греммі», 4 нагороди MTV, а їхній альбом «Travelling Without Moving» потрапив до Книги рекордів Гіннеса як найбільш продаваний альбом у стилі фанк.
Студійні альбоми:
- Emergency on Planet Earth (1993)
- The Return of the Space Cowboy (1994)
- Travelling Without Moving (1996)
- Synkronized (1999)
- A Funk Odyssey (2001)
- Dynamite (2005)
- Rock Dust Light Star (2010)
- Automaton (2017)